# Église Saint-Pierre de La Forclaz
L'église Saint-Pierre de La Forclaz, est un édifice religieux, situé en Haute-Savoie, sur la commune de La Forclaz.

## Historique
Une église primitive est attestée vers le XIIIe siècle, elle est dédiée à Saint Pierre.
L'église actuelle, de style néoclassique sarde, est construite en 1829. Elle est consacrée le 26 mai 1848 par Mgr Louis Rendu.
En 1961, l'édifice devenu vétuste est restauré par Maurice Novarina.
L'église est inscrite au titre des Monuments historiques par arrêté du 6 décembre 2023.

## Description
Le bâtiment est de style contemporain-néo-classique.

## Galerie

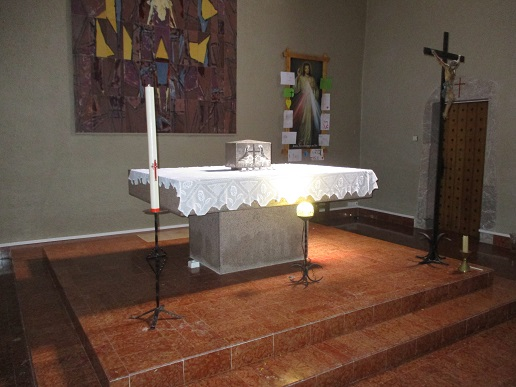
Autel
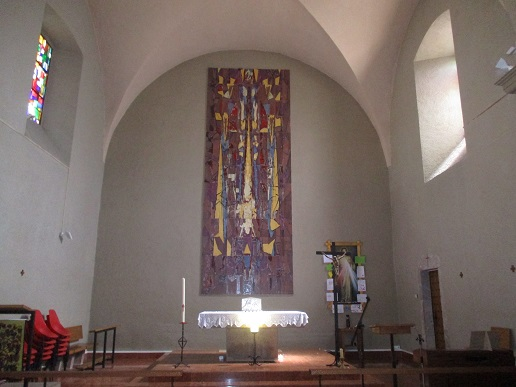
Chœur
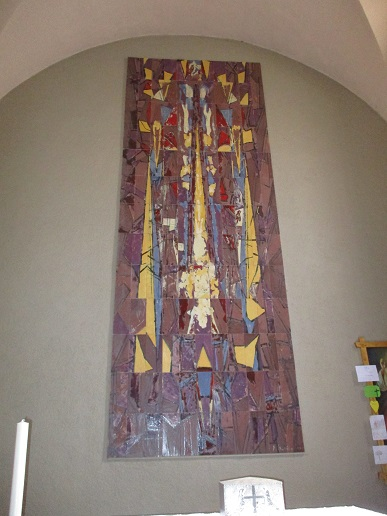
Tapis
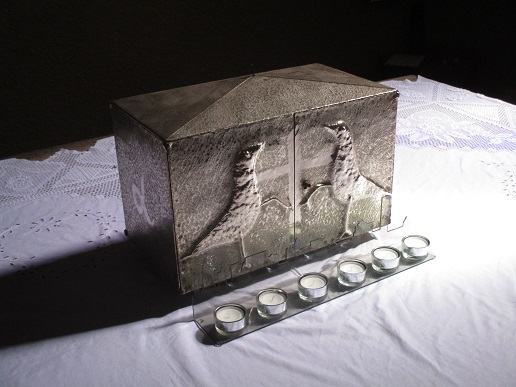
Tabernacle en bronze